# Karl-Ludwig Lange

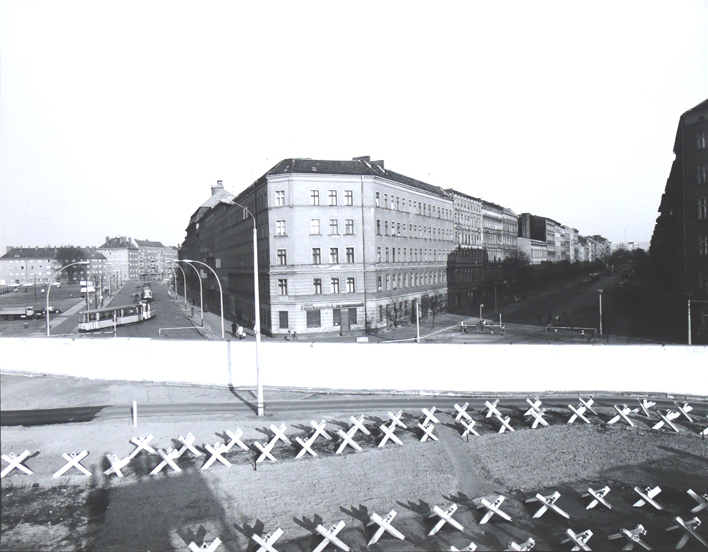
Bernauer Straße 1973

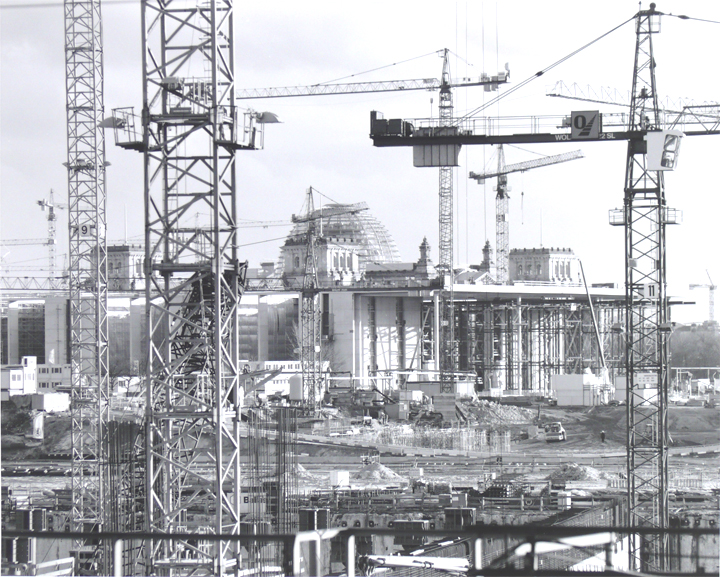
Stadtbild 2000

Karl-Ludwig Lange (* 12. Dezember 1949 in Minden) ist ein deutscher Fotograf.

## Leben
Lange wuchs in Minden/Westfalen auf. Mit 17 Jahren brach er dort die Schule ab, übersiedelte nach Berlin (West) und begann eine Fotografenausbildung. Anschließend absolvierte Lange ein Volontariat bei der Deutschen Presseagentur (dpa). 1972 war er Assistent bei Will McBride in München und unternahm diverse Reisen durch Skandinavien, England, Frankreich, Italien, Schweiz und Japan. Ab 1973 verfolgte er ausschließlich selbstständige Arbeiten. Lange war von 1991 bis 2012 berufenes Mitglied der Deutschen Gesellschaft für Photographie (DGPh).

## Werk
Karl-Ludwig Lange versteht sich als Stadtfotograf. Seine Schwerpunkte sind Stadtgeschichte und Industriearchäologie. Umfangreiche Werkgruppen wie zum Beispiel „Gasometer Schöneberg“ (1981); „Neugotik in Berlin“ (1982–1984), „Märkische Ziegeleien und Ziegel“ (1993) oder „Grenzwechsel“ (1994) entstanden ausschließlich in schwarz-weiß. Lange versteht sich nicht als Architekturfotograf, sondern eher als Stadtdokumentarist. Er hat den Wandel Berlins über vierzig Jahre fotografisch festgehalten. Der Tagesspiegel schreibt, es gehe Lange darum, die „Narben, Brüche und Brachen der Stadt zu zeigen“. Er habe es vermocht, das „Lebensgefühl“ der Stadtbewohner abzubilden, die nach der Teilung lange Zeit resigniert seien: „Von der alten Bedeutung war nicht mehr viel übrig, vom alten Glanz erst recht nicht. Durchhalten und weitermachen, lautete die Devise. Auf bessere Tage hoffen.“ Doch auch nach der Maueröffnung sei Berlin für Lange und seine Bilder „noch immer ein Schauplatz der Zerstörung“.

## Ausstellungen (Auswahl)
- 1975: Galerie Nagel, Berlin
- 1976: Fotoforum Kassel, Kassel
- 1981: Galerie Poll, Berlin
- 1982: Berlinische Galerie, Berlin
- 1983: Kunstverein, München
- 1983: Il diaframma, via Brera, Mailand
- 1987: Berliner Festspiele, Berlin
- 1991: Interferenzen, Riga, St. Petersburg
- 1994: Max-Müller Bhavan (Goethe-Institut), Neu-Delhi
- 1994: Martin-Gropius-Bau, Berlin
- 1998: Neuer Berliner Kunstverein, Berlin
- 2000: Stadtmuseum, Berlin
- 2003: Berlin-Moskau, Martin-Gropius-Bau, Berlin
- 2004: York Quay Gallery, Toronto
- 2007: Goethe-Institut, Damaskus
- 2009: Galerie für zeitgenössische Kunst, Leipzig
- 2009: Stiftung Brandenburger Tor im Max-Liebermann Haus, Berlin
- 2009: Deutscher Bundestag, Berlin
- 2011: Zeitgeschichtliches Forum Leipzig (Haus der Geschichte), Leipzig
- 2014–2015: Ausstellungsprojekt der Kommunalen Galerien in Berlin und der Berliner Regionalmuseen im Rahmen des 6. Europäischen Monats der Fotografie Berlin: „Karl-Ludwig Lange. Der Photograph in seiner Zeit. Berliner Jahre 1973–2004.“ Zehn verschiedene Ausstellungen vom 1. Oktober 2014 bis 19. Juli 2015.
- 2021: Kunsthaus Ahrenshoop, Ahrenshoop[2]
- 2022: Haus am Kleistpark, Berlin[3]

## Bibliographie
- Karl-Ludwig Lange (Fotos), Peter Bloch, Richard Schneider (Texte): Berlin – Bauwerke der Neugotik. Hrsg. Richard Schneider. Nicolai, Berlin 1984, ISBN 3-87584-129-8.
- Karl-Ludwig Lange, Aribert Giesche Die Häuser der Bölschestraße in Berlin-Friedrichshagen Lukas Verlag, Berlin 2018, ISBN 978-3-86732-270-6
- Karl-Ludwig Lange, Andreas Krase: Grenzwechsel. Katalog zum 9. November 1994, Stiftung Kulturfonds.
- Karl-Ludwig Lange, Andreas Krase: Topographie der Berliner Mauer: 1973–1990. Fotografien. Hrsg. Dokumentationszentrum Berliner Mauer. Ex-pose, Berlin 2005, ISBN 3-925935-51-7.
- Karl-Ludwig Lange, Dirk Palm (Texte): Die Berliner Mauer: Fotografien 1973–2007. Sutton, Erfurt, ISBN 978-3-86680-195-0.
- Karl-Ludwig Lange, Hans W. Mende: Das Tiergarten-Viertel.Galerie Eva Poll, Berlin 1986.
- Karl-Ludwig Lange: Der Photograph in seiner Zeit. Berliner Jahre 1973–2004. Hrsg. von Matthias Harder. Nicolai, Berlin 2014, ISBN 978-3-89479-877-2.

## Film
- Karl-Ludwig Lange. Der Photograph. Dokumentarfilm von Benjamin Ochse. Deutschland 2013.